# Staškov
Staškov é um município da Eslováquia, situado no distrito de Čadca, na região de Žilina. Tem 21,87 km² de área e sua população em 2018 foi estimada em 2.801 habitantes.

## Demografia
| Ano:        | 1994 | 2004   | 2014   | 2024   |
| ----------- | ---- | ------ | ------ | ------ |
| Broj ljudi: | 2568 | 2686   | 2761   | 2759   |
| Razlika:    |      | +4,59% | +2,79% | -0,07% |

| Ano:               | 2023 | 2024 |
| ------------------ | ---- | ---- |
| Número de pessoas: | 2759 | 2759 |
| Diferença:         |      | +0%  |